# Don Collins
Donald „Don” Collins (ur. 28 listopada 1958 w Toledo) – amerykański koszykarz, występujący na pozycjach rzucającego obrońcy lub niskiego skrzydłowego.

## Osiągnięcia
Na podstawie, o ile nie zaznaczono inaczej.

### NCAA
- Uczestnik turnieju NCAA (1980)
- Zawodnik roku konferencji Pac 10 (1980)[2]
- Zaliczony do:
  - I składu Pac-10 (1980)
  - II składu:
    - All-American – AP (1980 przez Associated Press)
    - Pac-10 (1978, 1979)

### Drużynowe
- Mistrz:
  - CBA (1986, 1987)
  - Francji (1988–1990)
  - USBL (1986)
- Wicemistrz (1991)
- Brąz Euroligi (1990)
- Zdobywca pucharu:
  - Saporty (1988)
  - Liderów Francji (1988, 1990)
- Finalista Pucharu Liderów Francji (1991)

### Indywidualne
- MVP:
  - sezonu:
    - USBL (1986, 1987)
    - ligi francuskiej (1988–1990 - najlepszy obcokrajowiec sezonu)
    - meczu gwiazd CBA (1986)
- Najlepszy nowo-przybyły zawodnik CBA (1985)
- Zaliczony do:
  - I składu:
    - USBL (1986, 1987)
    - CBA (1985, 1986)

  - II składu CBA (1987)
  - grona 10. najlepszych zawodników w historii CBA (przy okazji obchodów 50-lecia istnienia ligi)
- Uczestnik meczu gwiazd francuskiej ligi LNB Pro A (1988, 1989, 1994)
- Lider:
  - strzelców:
    - finałów Pucharu Europy Zdobywców Pucharów (1988)
    - USBL (1986, 1987)
    - CBA (1986)

  - USBL w skuteczności rzutów z gry (1986)